# Muscicapa comitata
El papamoscas pizarroso (Muscicapa comitata) es una especie de ave paseriforme de la familia Muscicapidae que habita en África.

## Distribución y hábitat
Puede ser encontrado en los siguientes países: Angola, Camerún, Costa de Marfil, Guinea Ecuatorial, Gabón, Ghana, Guinea, Liberia, Nigeria, República Centroafricana, República del Congo, República Democrática del Congo, Sierra Leona, Sudán del Sur, Togo y Uganda.
Sus hábitats naturales son los bosques tropicales húmedos de zonas bajas.